# Kapverdské escudo
Kapverdské escudo (množné číslo escudos) je zákonným platidlem ostrovního státu Kapverdy, který se rozprostírá na stejnojmenném souostroví západně od Afriky. ISO 4217 kód escuda je CVE. Jedna setina escuda se nazývá centavo.

## Historie a současnost
Kapverdy byly až do roku 1975 portugalskou kolonií. Až do této doby se na Kapverdách platilo měnou Portugalska – nejprve realem, od roku 1914 portugalským escudem PTE. V roce získání nezávislosti zavedly Kapverdy novou, vlastní měnu, která byla mezinárodně uznána a dostala kód CVE a dostala jméno po předešlé používané měně.
- V roce zavedení samostatné měny byly kapverdské a portugalské escudos rovnocenné, tzn.: 
1,0 CVE = 1,0 PTE.
- V roce 1999 byly obě měny provázány pevným směnným kursem, který byl stanoven na:
1,0 PTE = 0,55 CVE
1,0 CVE = 1,8182 PTE.
- Poté, co se Portugalsko rozhodlo zavést na svém území jako platidlo euro EUR, byl určen pevný kurs mezi portugalským escudem a eurem, následně i mezi eurem a kapverdským escudem:
 1 EUR = 200,482 PTE
 1 EUR = 110,265 CVE

## Mince a bankovky
Současné mince jsou raženy od roku 1994. Nominální hodnoty mincí jsou 1, 5, 10, 20, 50 a 100 escudos. Skutečností, ve světě ojedinělou, je, že jsou souběžně raženy ve třech různých sériích. Všechny tři mají stejný líc, ale rubové strany se různí (výjimka je mince 1 escudo, která má jednotný motiv - želvu). Každá série mincí má jeden společný námět:
- 1. série má na rubových stranách mincí vyobrazeny místní ptáky
- 2. série má na rubových stranách mincí vyobrazeny místní rostliny
- 3. série má na rubových stranách mincí vyobrazeny historické lodě

Bankovky mají nominální hodnoty 100, 200, 500, 1000, 2000 a 5000 escudos.
|                       |  |
| Bankovka 5000 escudos |  |
|                       |  |
| Bankovka 2000 escudos |  |
|                       |  |
| Bankovka 1000 escudos |  |
|                       |  |
| Bankovka 500 escudos  |  |
|                       |  |
| Bankovka 200 escudos  |  |